# Félines-Termenès
Félines-Termenès (okzitanisch Felinas de Termenés) ist eine französische Gemeinde mit 133 Einwohnern (Stand 1. Januar 2022) im Département Aude in der Region Okzitanien. Sie gehört zum Arrondissement Narbonne und zum Gemeindeverband Communauté de communes Région Lézignanaise, Corbières et Minervois.

## Geografie
Die Gemeinde Félines-Termenès liegt etwa 40 Kilometer südwestlich von Narbonne und 40 Kilometer südöstlich von Carcassonne.
Das Gemeindegebiet umfasst einen Abschnitt des Libretales inmitten des Corbières-Berglandes. Das Dorf liegt an der Mündung des Saint-Jean in den kleinen Fluss Libre, der acht Kilometer unterhalb von Félines-Termenès in den Orbieu fließt. Das hügelige Gebiet wird durch offene mediterrane Strauchheiden (Garigue) und durch darin eingebetteten Weinbau geprägt. Der höchste Punkt auf dem Gebiet der Gemeinde ist das Plateau La Matte mit 621 m über dem Meer im äußersten Südosten. Das Gemeindegebiet ist Teil des Regionalen Naturparks Corbières-Fenouillèdes.
Félines-Termenès grenzt im Norden an Villerouge-Termenès, im Südosten an Palairac, im Süden an Davejean, im Südwesten an Laroque-de-Fa sowie im Nordwesten an Termes.

## Geschichte
Die Entstehung des Dorfes Félines wird auf das 10. Jahrhundert datiert. Für das Jahr 1262 ist bezeugt, dass Olivier de Termes einer der Herren von Félines war. Aus dem Jahr 1285 ist in Félines ein Gut der Templer von Peyrens (bei Castelnaudary) bzw. ihrer Nachfolger, den Johannitern der Komturei Homps überliefert.
Vor der Französischen Revolution war der Ort Sitz eines königlichen Hofes und Hauptort der Viguerie Termenès.
Im südöstlich des Kernortes gelegenen Weiler Récompech sowie in der Serre de la Matte gab es bis 1804 kleinere Eisenminen. Im 19. Jahrhundert gab es im Dorf drei Kornmühlen und einen Marmor-Steinbruch.
Von 1908 bis 1932 war Félines-Termenès an das Eisenbahnnetz (Compagnie des Tramways à Vapeur de l’Aude) angeschlossen.

### Bevölkerungsentwicklung
| Jahr      | 1962 | 1968 | 1975 | 1982 | 1990 | 1999 | 2006 | 2014 | 2021 |
| --------- | ---- | ---- | ---- | ---- | ---- | ---- | ---- | ---- | ---- |
| Einwohner | 127  | 105  | 108  | 106  | 107  | 110  | 141  | 113  | 131  |

Im Jahr 1836 wurde mit 230 Bewohnern die bisher höchste Einwohnerzahl ermittelt. Die Zahlen basieren auf den Daten von cassini.ehess und INSEE.

## Sehenswürdigkeiten
- Kirche Notre-Dame, als historisches Denkmal (Monument historique) klassifiziert[5]

Kirche Notre-Dame
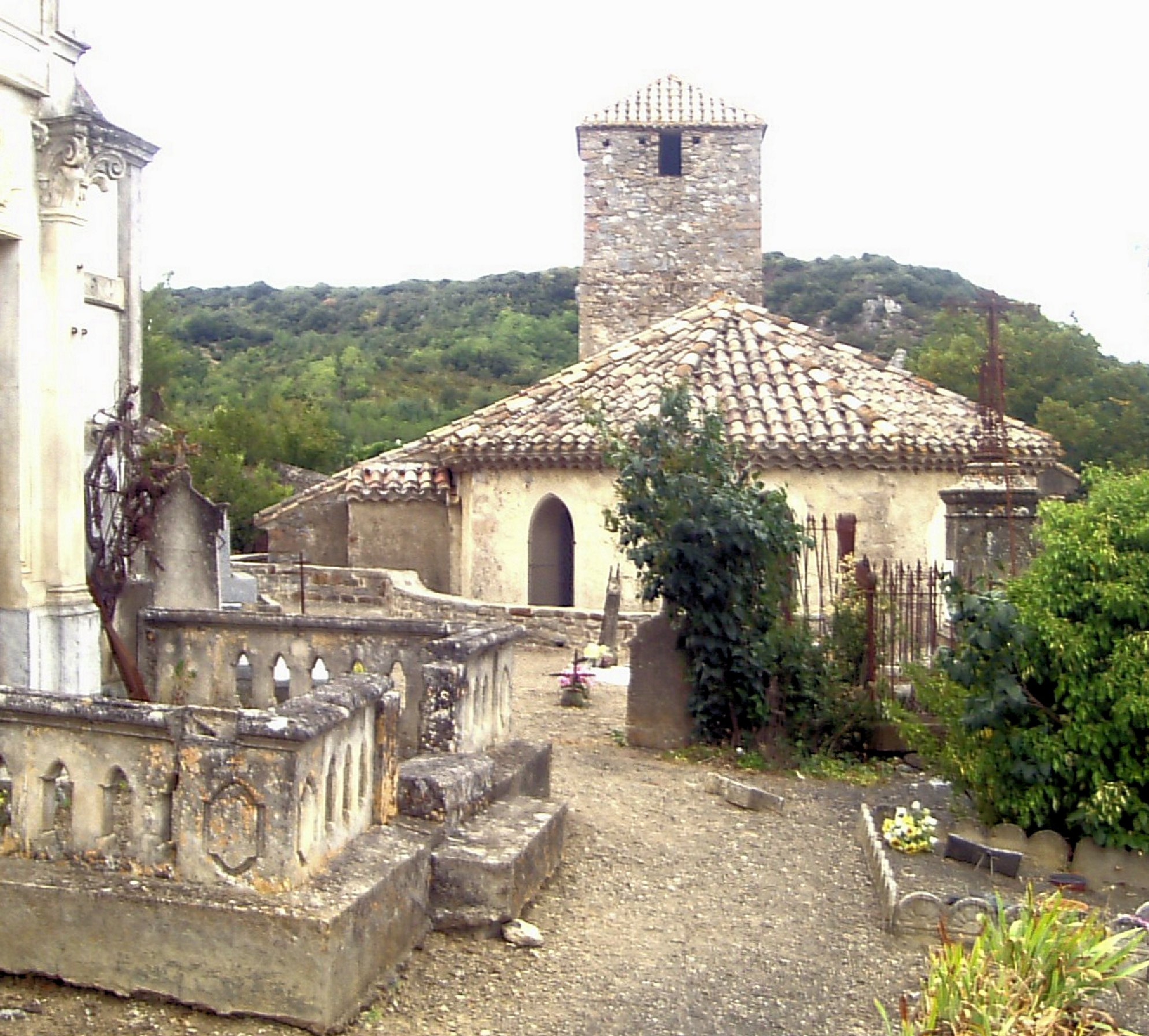
Ostseite
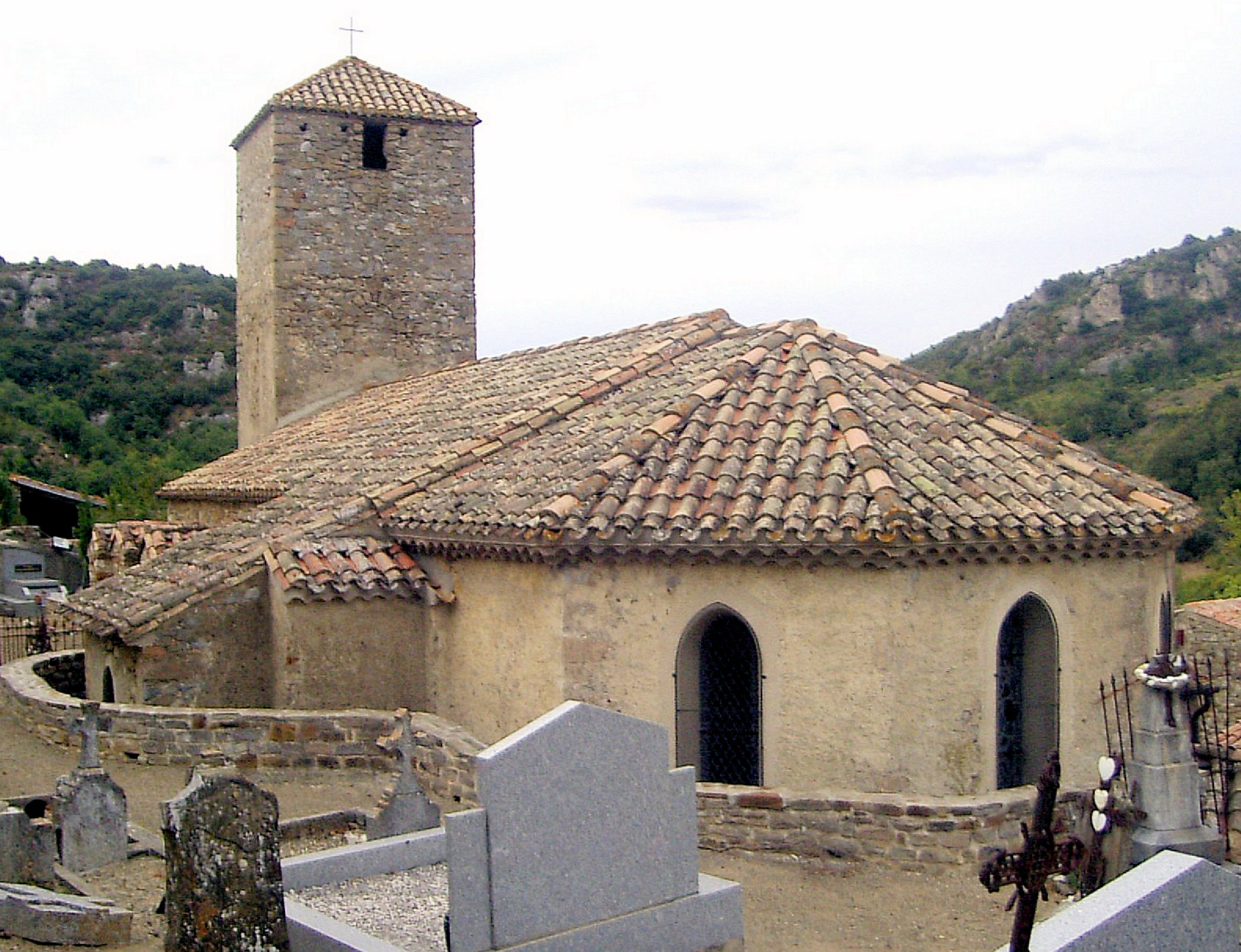
Südostseitecassini.ehess

## Wirtschaft und Infrastruktur
Neben kleinen Handwerks- und Dienstleistungsbetrieben ist der Weinbau der Haupterwerbszweig im Ort. Die Weinreben im Gemeindegebiet liegen innerhalb der geschützten Herkunftsbezeichnung Corbières. Neben sieben Winzern sind drei weitere Landwirtschaftsbetriebe in der Gemeinde ansässig (unter anderem Pferdezucht).

### Verkehrsanbindung
Durch die Gemeinde führt die Landstraße von Narbonne nach Quillan (D 613). Eine weitere Straße verbindet Félines-Termenès mit Tuchan.

## Belege
1. ↑  Stéphane Guizard: Kurzer Geschichtsabriss. private Website (französisch)
2. ↑  Alte Bahnlinien in der Corbières (französisch)
3. ↑  Félines-Termenès auf cassini.ehess
4. ↑  Félines-Termenès auf INSEE
5. ↑  Eintrag. In: culture.gouv.fr. Abgerufen am 23. Dezember 2011 (französisch).
6. ↑  Landwirtschaftsbetriebe auf annuaire-mairie.fr (französisch)